# Nickelodeon Weltbeschützer
Nickelodeon Weltbeschützer war eine Aktion des Fernsehsenders Nickelodeon. In Reportagen, Specials usw. wurden von Kindern erdachte Umweltschutzprojekte vorgestellt. Die Zuschauer konnten die Projekte online bewerten, das beliebteste Projekt wurde umgesetzt und im Rahmen der Nickelodeon Kids’ Choice Awards ausgezeichnet. Moderator war 2008 Marcus Werner, der auch die Sendung WOW – Die Entdeckerzone bei Super RTL moderiert hat. Die englische Version heißt Nickelodeon Big Green Help.
Nickelodeon Weltbeschützer steht im Kontext des Schüler- und Jugendwettbewerbs Entdecke die Vielfalt der Natur! der Deutschen Bundesstiftung Umwelt (DBU). Die Aktion 2009 stand unter der Schirmherrschaft von Bundesumweltminister Sigmar Gabriel, beteiligt war auch der Naturschutzbund Deutschland (NABU). Im April 2010 wurde die Aktion erneut durchgeführt.

## Gewinner
- 2008: Recycling-Modenschau
- 2009: Luis – Sprechende Mülltonne
- 2010: Die Schüler der Schule Rogatsboden – Schulprojekt Recycling